# Rock or Bust
Rock or Bust – szesnasty album studyjny AC/DC, który został wydany 2 grudnia 2014, nakładem Columbii i Sony Music (w Australii przez Albert Productions). Jest to pierwsza płyta AC/DC nagrana bez gitarzysty rytmicznego Malcolma Younga, który zawiesił swoją działalność z powodu powikłań związanych z udarem mózgu. Zastąpił go Stevie Young.
Rock or Bust promowały single – „Play Ball”, wydany 7 października 2014 i „Rock or Bust” z 16 listopada 2014, a w roku 2015: „Rock the Blues Away”.
Płyta zadebiutowała na 2. miejscu zestawienia OLiS. Album uzyskał w Polsce certyfikat platynowej płyty.
W 2015 rozpoczęła się trasa promująca ten album, a zakończyła 12 czerwca 2016 koncertem na Ceres Park w Aarhus w Danii. AC/DC nawiązało współpracę z amerykańską ligą baseballa, a utwór „Play Ball” promuje obecne rozgrywki.

## Lista utworów
1. „Rock or Bust” – 3:03
2. „Play Ball” – 2:47
3. „Rock the Blues Away” – 3:24
4. „Miss Adventure” – 2:57
5. „Dogs of War” – 3:35
6. „Got Some Rock & Roll Thunder” – 3:22
7. „Hard Times” – 2:44
8. „Baptism by Fire” – 3:30
9. „Rock the House” – 2:42
10. „Sweet Candy” – 3:09
11. „Emission Control” – 3:41

## Personel
- Brian Johnson – wokal
- Angus Young – gitara prowadząca
- Stevie Young – gitara rytmiczna, wokal wspierający
- Cliff Williams – gitara basowa, wokal wspierający
- Phil Rudd – perkusja

## Notowania
| Notowanie     | Pozycja |
| ------------- | ------- |
| Polska (OLiS) | 2       |